# 岡山県道378号上市井村西方線
岡山県道378号上市井村西方線（おかやまけんどう378ごう かみいちいむらにしがたせん）は、岡山県新見市を通る一般県道である。

## 概要
路線名にある上市井村（かみいちいむら）とは、新見市にかつて存在（1954年（昭和29年） - 1960年（昭和35年））した大字である。本路線の認定直後に、新見市上市と新見市足立に分割された。

### 路線データ
- 起点：岡山県新見市高尾（鼓橋交差点、国道180号交点）
- 終点：岡山県新見市西方（岡山県道・鳥取県道8号新見日南線交点）
- 実延長：1.2 km[1]
- 管理者：新見市[注釈 1][2]

## 歴史
- 1960年（昭和35年）10月10日 - 岡山県告示第916号により認定。
- 1972年（昭和47年） - 岡山県の県道番号再編（固定番号制導入）により現行の路線名称に変更。
- 2005年（平成17年）3月31日 - 新見市と阿哲郡の全4町が対等合併し、新しい新見市が発足したことに伴い、新見市域のみを通る路線となる。
- 2006年（平成18年）4月1日 - 県道の管理権限を岡山県から新見市へ移譲[注釈 1][2]。

## 路線状況
かつては、起点から中国自動車道新見トンネルおよび国道182号九の坂トンネルの上にある峠越えの細い道が本県道であったが、起点から新見トンネル東坑口の北側までは、新見市道上市畑原線に降格されている。岡山県が提供する地理情報システム「おかやま全県統合型GIS」によると、本県道は新見トンネル東坑口の北側の少し東のあたりから事実上のスタートとなり、終点に向かう経路となっている。
起点方向から走ってきた場合、終点になる交差点を左折して直進すると中国自動車道新見ICに接続する。

### 道路施設

#### 橋梁
- 向田橋（高梁川、新見市上市 - 新見市高尾）
- 鼓橋（高梁川、新見市高尾 - 新見市西方）

### 並行する旧街道
- 旧新見伯耆往来

## 地理

### 通過する自治体
- 新見市

### 交差する道路
| 交差する道路                    | 交差する場所 | 交差する場所 |
| ------------------------------- | ------------ | ------------ |
| 国道180号                       | 高尾         | 鼓橋交差点   |
| 岡山県道・鳥取県道8号新見日南線 | 西方         |              |
| 岡山県道・鳥取県道8号新見日南線 | 西方         | 終点         |

### 沿線
- 新見市役所 上市市民センター
- 新見公立短期大学
- 高梁川